# D'amor i d'ombra
D'amor i d'ombra (títol original: Of Love and Shadows) és una pel·lícula dramàtica, coproducció dels Estats Units, Xile i Argentina dirigida per Betty Kaplan sobre el seu propi guió escrit en col·laboració amb Donald Freed i Hugo Quintana segons la novel·la homònima de l'escriptora xilena Isabel Allende que es va estrenar el 2 de febrer de 1995 a l'Argentina i que va tenir com a actors principals a Antonio Banderas, Jennifer Connelly, Stefania Sandrelli i Patricio Contreras. Ha estat doblada al català.

## Argument
Antonio Banderas i Jennifer Connelly són una parella d'amants que hauran de sobreviure a la violència institucionalitzada del Xile dels anys vuitanta. Basada en la novel·la homònima d'Isabel Allende.
Irene Beltrán (Connelly), una jove i ambiciosa periodista, passa tots els seus dies lliurada plenament a la seva revista, intentant oblidar la fosca realitat del que passa en la seva Xile natal. Durant un reportatge en el qual treballa amb un apassionat fotògraf (Banderas), tots dos són testimonis d'un espantós crim, descobrint la veritable cara criminal i la brutalitat de la dictadura dirigida per Augusto Pinochet.

## Repartiment
- Antonio Banderas: el fotògraf Francisco Leal
- Jennifer Connelly: la periodista Irene Beltrán
- Stefania Sandrelli: Beatriz
- Patricio Contreras: Mario
- Diego Wallraff: José
- Jorge Rivera López: el professor Leal
- María Fiorentino: Digna Ranquileo, la mare d'Evangelina
- Paulino Andrada
- Jean Pierre Reguerraz: el cardenal
- Márgara Alonso
- Teresa Costantini: periodista de TV
- Mary Tapia
- Ángela Ragno: Hilda Leal
- Martín Coria
- Jacques Arndt: "el General" (Augusto Pinochet)
- Miguel Ángel Paludi
- Diego Leske
- Juliol Galán: Pradelio Ranquileo
- Susana Cortínez: Rosa
- Claudio Ciacci: el comandant Ramírez
- Pedro Segni
- Anita Lesa: Evangelina
- Ruth Antonofsky
- Juana Aizemberg
- Jorge Ochoa
- Alfredo Martín: cirurgià
- Marcelo Fiori: Don Quijote

## Nominacions
Associació de Cronistes Cinematogràfics de l'Argentina Premis Còndor de Plata 1996
- Patricio Contreras, nominat a Millor Actor de Repartiment.
- Nelly Kaplan, nominada al Premi al Millor Guió Adaptat.

Festival de Cinema de l'Havana 1994
- Betty Kaplan, segon lloc en el Premi de l'Audiència

Premis NCLR Bravo 1996
- Antonio Banderas, nominat al Premi al Millor Actor.

## Crítica
- "La pel·lícula pateix d'una acusada absència de grapa"[3]
- "Il·lustració voluntariosa però plana de l'infern en què es va convertir Xile després del cop d'estat"[4]